# Cyrtochilum
Cyrtochilum – rodzaj roślin z rodziny storczykowatych (Orchidaceae). Obejmuje 203 gatunki występujące w Ameryce Południowej w takich krajach jak: Boliwia, Kolumbia, Ekwador, Peru, Portoryko, Wenezuela, Wyspy Podwietrzne.

## Systematyka
Rodzaj sklasyfikowany do podplemienia Oncidiinae w plemieniu Cymbidieae, podrodzina epidendronowe (Epidendroideae), rodzina storczykowate (Orchidaceae), rząd szparagowce (Asparagales) w obrębie roślin jednoliściennych.
Wykaz gatunków

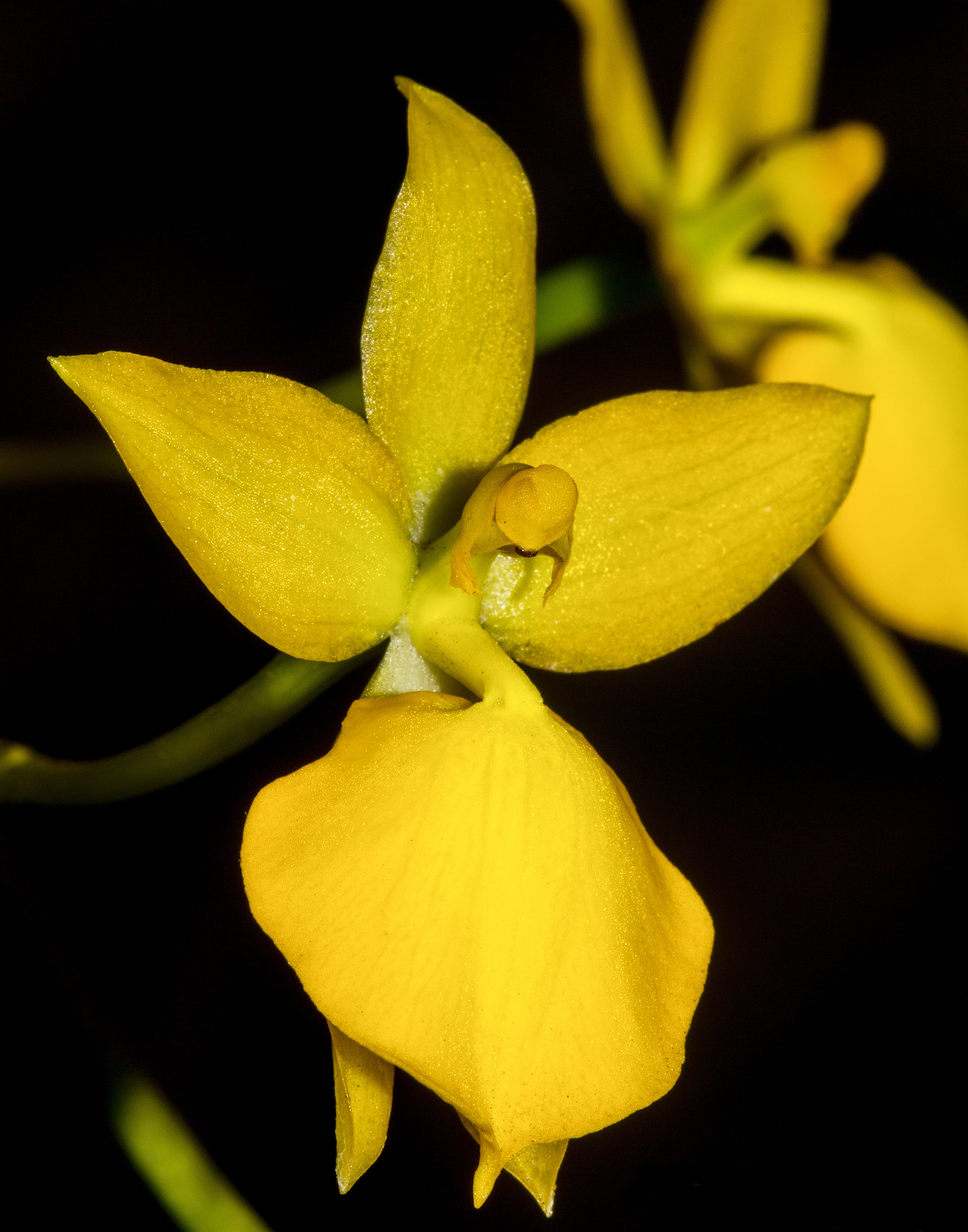
Cyrtochilum aureum

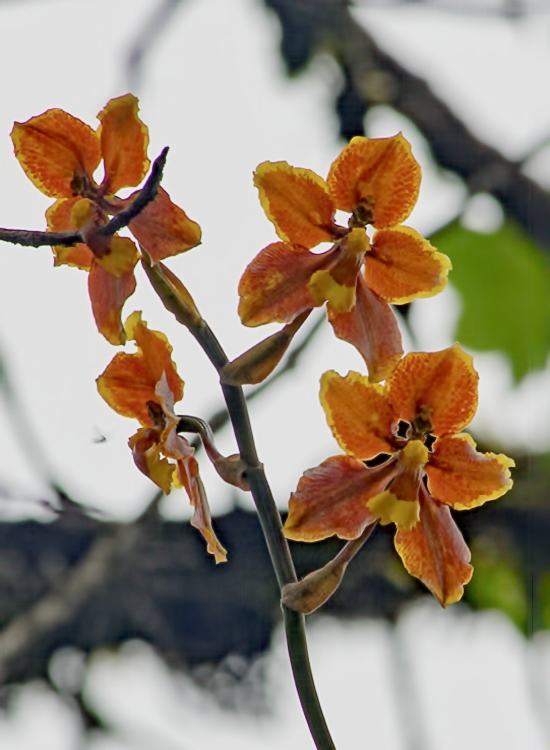
Cyrtochilum diceratum

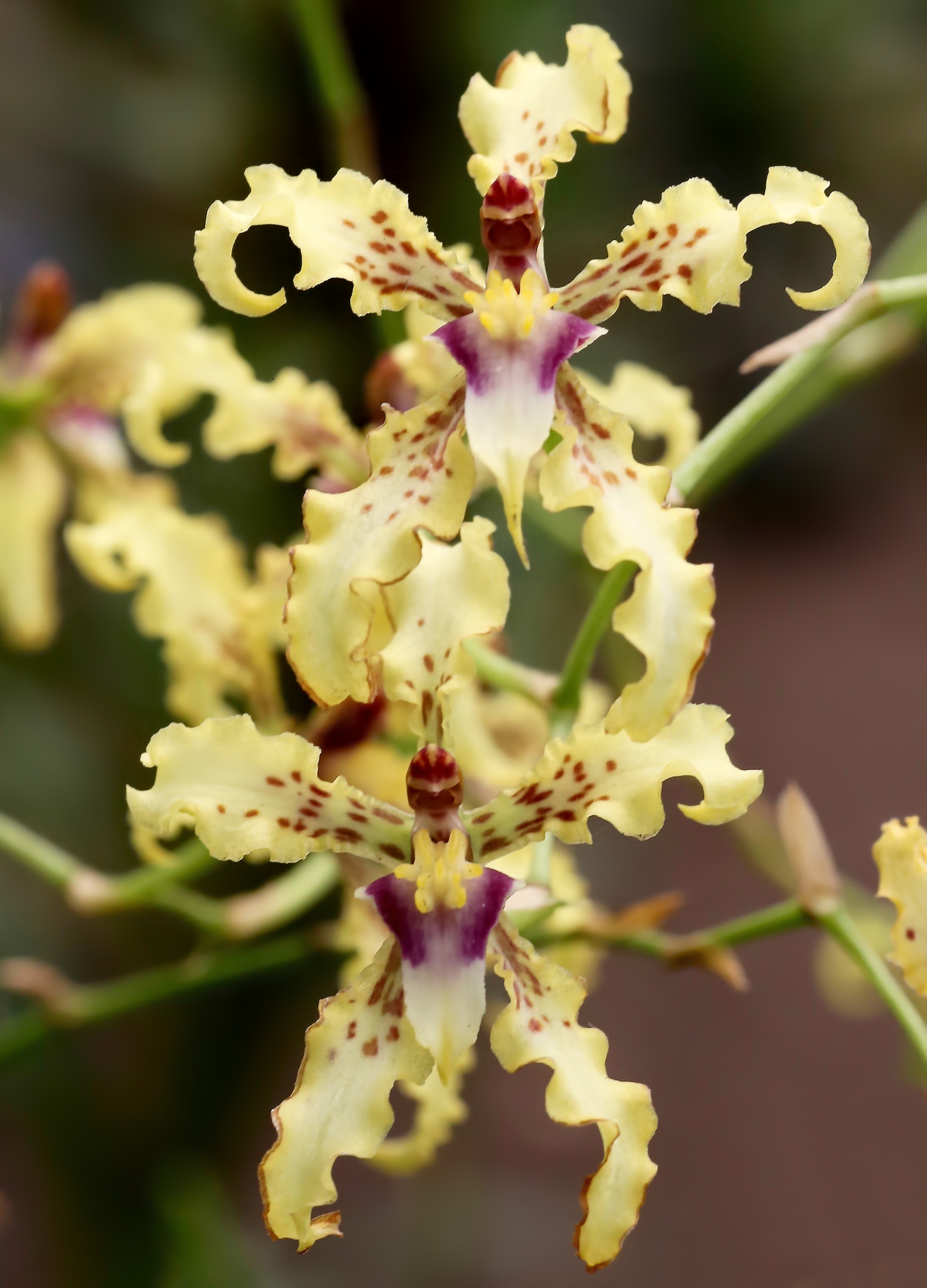
Cyrtochilum ramosissimum

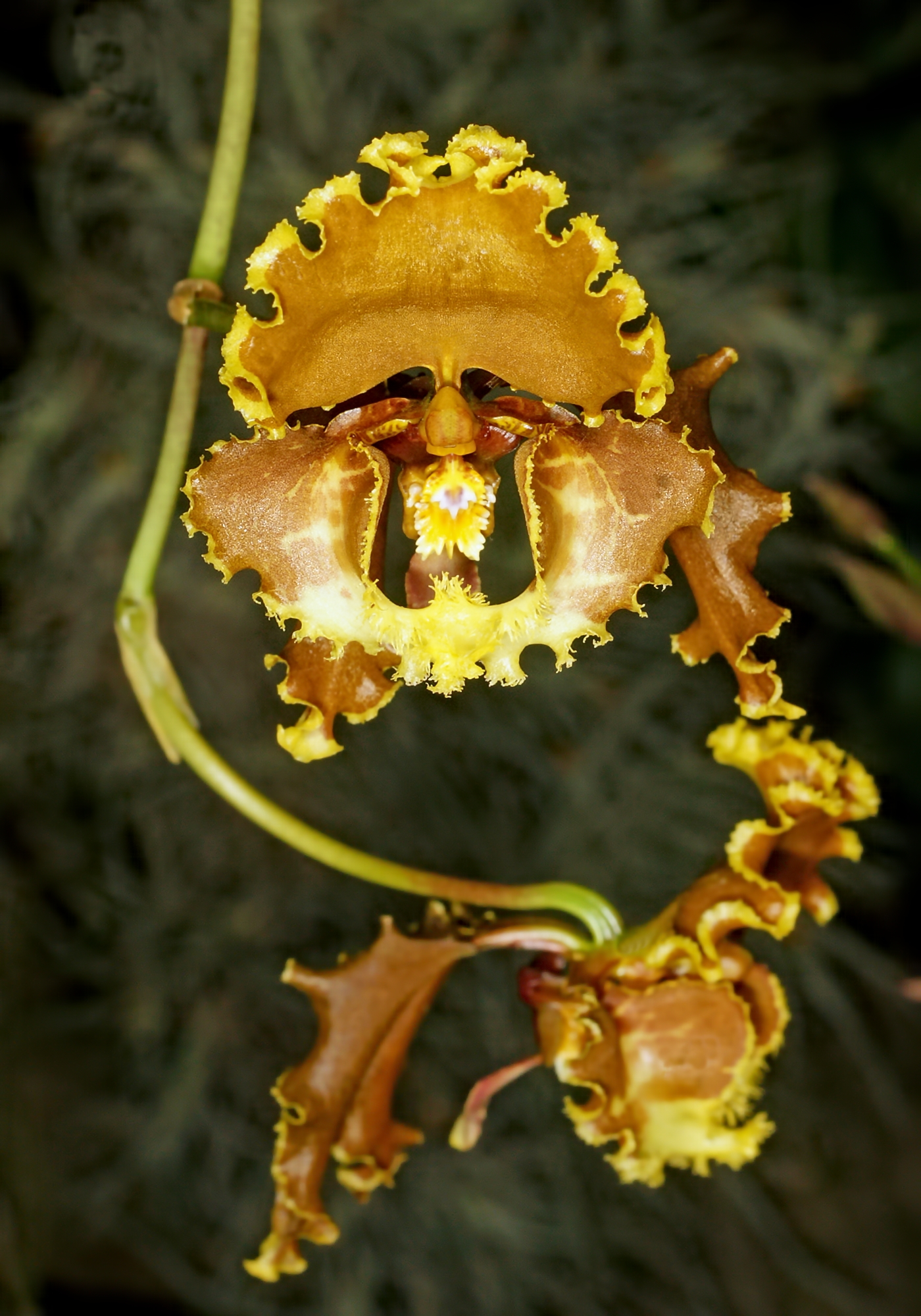
Cyrtochilum serratum

- Cyrtochilum acuminatum (D.E.Benn. & Christenson) J.M.H.Shaw
- Cyrtochilum aemulum (Rchb.f. & Warsz.) Kraenzl.
- Cyrtochilum alboroseum (Dalström) Dalström
- Cyrtochilum albovirens N.Gut. & P.A.Harding
- Cyrtochilum album (D.E.Benn. & Christenson) J.M.H.Shaw
- Cyrtochilum alinae (Szlach.) J.M.H.Shaw
- Cyrtochilum amphiglottii (Rchb.f.) Dalström
- Cyrtochilum andreettae Königer & J.Portilla
- Cyrtochilum angustatum (Lindl.) Dalström
- Cyrtochilum annulare (Rchb.f.) Kraenzl.
- Cyrtochilum anthoxanthum (Rchb.f.) Dalström
- Cyrtochilum articulatum (Königer) Dalström
- Cyrtochilum aurantiacum (G.Gerlach & T.Franke) Dalström
- Cyrtochilum aureum (Lindl.) Senghas
- Cyrtochilum auropurpureum (Rchb.f.) Dalström
- Cyrtochilum baldeviamae (Rchb.f.) Kraenzl.
- Cyrtochilum ballii (Rolfe) Kraenzl.
- Cyrtochilum befortianum (Königer) J.M.H.Shaw
- Cyrtochilum betancurii Giraldo & Dalström
- Cyrtochilum bicolor (Ruiz & Pav.) Ormerod
- Cyrtochilum biscellum Szlach. & Kolan.
- Cyrtochilum boyacensis Szlach. & Kolan.
- Cyrtochilum brachypterum Kraenzl.
- Cyrtochilum caespitosum (Rolfe) Dalström
- Cyrtochilum caquetanum P.Ortiz, L.E.Álvarez & A.J.Carrillo
- Cyrtochilum carinatum (Königer & Deburghgr.) Dalström
- Cyrtochilum christensonianum Szlach. & Kolan.
- Cyrtochilum cimiciferum (Rchb.f.) Dalström
- Cyrtochilum cochleatum (Lindl.) Dalström
- Cyrtochilum colobium Dalström
- Cyrtochilum compactum (Rchb.f.) Dalström
- Cyrtochilum confertum (Rchb.f.) Dalström
- Cyrtochilum confusum D.E.Benn. & Christenson
- Cyrtochilum cordatum (Lindl.) Kraenzl.
- Cyrtochilum corniculatum Dalström
- Cyrtochilum cryptocopis (Rchb.f.) Kraenzl.
- Cyrtochilum cuencanum Kraenzl.
- Cyrtochilum cumandae Königer
- Cyrtochilum cupulatum (Königer) J.M.H.Shaw
- Cyrtochilum davisii (Rchb.f.) Dalström
- Cyrtochilum deburghgraeveanum Dalström & Ruíz Pérez
- Cyrtochilum decolorans Königer
- Cyrtochilum densiflorum (Lindl.) Kraenzl.
- Cyrtochilum detortum (Rchb.f.) Kraenzl.
- Cyrtochilum deuterovierlingii J.M.H.Shaw
- Cyrtochilum diceratum (Lindl.) Kraenzl.
- Cyrtochilum diodon (Rchb.f.) Kraenzl.
- Cyrtochilum dipterum (Lindl.) Kraenzl.
- Cyrtochilum distans (Rchb.f.) Kraenzl.
- Cyrtochilum divaricatum (Lindl.) Dalström
- Cyrtochilum dunstervilleorum Morillo & Dalström
- Cyrtochilum edwardii (Rchb.f.) Kraenzl.
- Cyrtochilum englerianum (Kraenzl.) Kraenzl.
- Cyrtochilum examinans (Lindl.) Kraenzl.
- Cyrtochilum exasperatum (Linden & Rchb.f.) Kraenzl.
- Cyrtochilum falcipetalum (Lindl.) Kraenzl.
- Cyrtochilum fernandezii Morillo & Dalström
- Cyrtochilum ferrugineum Dalström & D.Trujillo
- Cyrtochilum fidicularium (Dalström) Dalström
- Cyrtochilum flavostellulare Dalström
- Cyrtochilum flexuosum Kunth
- Cyrtochilum fractiflexum (F.Lehm. & Kraenzl.) Kraenzl.
- Cyrtochilum fredericae Dalström
- Cyrtochilum funis (F.Lehm. & Kraenzl.) Kraenzl.
- Cyrtochilum garayi Szlach. & Kolan.
- Cyrtochilum gargantua (Rchb.f.) Kraenzl.
- Cyrtochilum geniculatum Königer
- Cyrtochilum gentryi Dalström & W.E.Higgins
- Cyrtochilum gerdvierlingii Lückel
- Cyrtochilum gracielae Dalström
- Cyrtochilum gracile (Lindl.) Kraenzl.
- Cyrtochilum graminoides Dalström
- Cyrtochilum grandiflorum (Rchb.f.) Kraenzl.
- Cyrtochilum guariniae Szlach. & Kolan.
- Cyrtochilum gyriferum Kraenzl.
- Cyrtochilum halteratum (Lindl.) Kraenzl.
- Cyrtochilum hastatum (Ruiz & Pav.) Dalström
- Cyrtochilum hirtzii Dalström
- Cyrtochilum hoeijeri (Dalström) Dalström
- Cyrtochilum huertasii Szlach. & Kolan.
- Cyrtochilum incarum Kraenzl.
- Cyrtochilum insculptum (Rchb.f.) Kraenzl.
- Cyrtochilum ionodon (Rchb.f.) Dalström
- Cyrtochilum ioplocon (Rchb.f.) Dalström
- Cyrtochilum ixioides Lindl.
- Cyrtochilum klabochii Szlach. & Kolan.
- Cyrtochilum koenigeri Szlach. & Kolan.
- Cyrtochilum kraenzlinianum Szlach. & Kolan.
- Cyrtochilum lamelligerum (Rchb.f.) Kraenzl.
- Cyrtochilum lapacense (R.Vásquez & Dalström) Dalström
- Cyrtochilum lehmannii Szlach. & Kolan.
- Cyrtochilum leopoldianum (Rolfe) Kraenzl.
- Cyrtochilum leucopterum (Rchb.f.) Dalström
- Cyrtochilum ligulatum (Ruiz & Pav.) Mansf. ex Dalström
- Cyrtochilum linguiforme (Lindl.) Kraenzl.
- Cyrtochilum llanachagaense (D.E.Benn. & Christenson) J.M.H.Shaw
- Cyrtochilum loesenerianum (Schltr.) Dalström
- Cyrtochilum longifolium (Lindl.) Kraenzl.
- Cyrtochilum longipes (Rchb.f. & Warsz.) Kraenzl.
- Cyrtochilum loxense (Lindl.) Kraenzl.
- Cyrtochilum luerorum Dalström
- Cyrtochilum maasii Szlach. & Kolan.
- Cyrtochilum macasense (Dodson) Dalström
- Cyrtochilum macranthum (Lindl.) Kraenzl.
- Cyrtochilum matangense (Bockemühl) Dalström
- Cyrtochilum megalophium (Lindl.) Kraenzl.
- Cyrtochilum meirax (Rchb.f.) Dalström
- Cyrtochilum melanthes (Rchb.f. & Warsz.) Kraenzl.
- Cyrtochilum mendax (Rchb.f.) Kraenzl.
- Cyrtochilum metallicum (Rchb.f.) Kraenzl.
- Cyrtochilum methonica (Rchb.f.) Kraenzl.
- Cyrtochilum mezae D.E.Benn. & Christenson
- Cyrtochilum microxiphium (Rchb.f.) Kraenzl.
- Cyrtochilum midas Dalström
- Cyrtochilum minax (Rchb.f.) Kraenzl.
- Cyrtochilum misasianum P.Ortiz
- Cyrtochilum miserrimum (Rchb.f.) Kraenzl.
- Cyrtochilum × monacranthum (Andreetta ex Dodson) J.M.H.Shaw
- Cyrtochilum murinum (Rchb.f.) Kraenzl.
- Cyrtochilum myanthum (Lindl.) Kraenzl.
- Cyrtochilum mystacinum Lindl.
- Cyrtochilum orgyale (Rchb.f. & Warsz.) Kraenzl.
- Cyrtochilum orientale (Rchb.f.) Dalström
- Cyrtochilum ornatum (Königer) Dalström
- Cyrtochilum orozcoi Szlach. & Kolan.
- Cyrtochilum ortizianum Szlach. & Kolan.
- Cyrtochilum ospinae Szlach. & Kolan.
- Cyrtochilum palmatum Szlach. & Kolan.
- Cyrtochilum panduratum Dalström & D.Trujillo
- Cyrtochilum pardinum Lindl.
- Cyrtochilum parvibrachium Dalström
- Cyrtochilum parviflorum (Ruiz & Pav.) Pupulin
- Cyrtochilum pastasae (Rchb.f.) Kraenzl.
- Cyrtochilum patens (Senghas & Thiv) Dalström
- Cyrtochilum plicigerum (Rchb.f.) Kraenzl.
- Cyrtochilum porrigens (Rchb.f.) Kraenzl.
- Cyrtochilum portillae Königer
- Cyrtochilum pozoi Königer
- Cyrtochilum pusillum (C.Schweinf.) Dalström
- Cyrtochilum quinqueseriale (Königer) J.M.H.Shaw
- Cyrtochilum ramiro-medinae P.Ortiz
- Cyrtochilum ramosissimum (Lindl.) Dalström
- Cyrtochilum rangelii Szlach. & Kolan.
- Cyrtochilum renisepalum Szlach. & Kolan.
- Cyrtochilum retusum (Lindl.) Kraenzl.
- Cyrtochilum revolutum (Lindl.) Dalström
- Cyrtochilum rhodoneurum (Rchb.f.) Dalström
- Cyrtochilum rigidum (Lindl.) Dalström
- Cyrtochilum ringens (Rchb.f.) Dalström
- Cyrtochilum rostratum Schltr.
- Cyrtochilum rubrocallosum (D.E.Benn. & Christenson) Pfahl
- Cyrtochilum ruizii Dalström & Deburghgr.
- Cyrtochilum russellianum Dalström & Ruíz Pérez
- Cyrtochilum rusticum (Linden & Rchb.f.) Kraenzl.
- Cyrtochilum sanderianum (Rolfe) Königer
- Cyrtochilum santanderensis Szlach. & Kolan.
- Cyrtochilum scabiosum Rchb.f. ex Kraenzl.
- Cyrtochilum schildhaueri (Königer) Dalström
- Cyrtochilum schmidt-mummii Dalström & C.Castro
- Cyrtochilum schulzei (Schltr.) Dalström
- Cyrtochilum serratum (Lindl.) Kraenzl.
- Cyrtochilum sharoniae Dalström
- Cyrtochilum sibundoyense Szlach. & Kolan.
- Cyrtochilum sigchae (Königer) J.M.H.Shaw
- Cyrtochilum simulans Schltr.
- Cyrtochilum sodiroi (Schltr.) Dalström
- Cyrtochilum soennemarkii Dalström
- Cyrtochilum sphinx Dalström & G.Calat.
- Cyrtochilum stenochilum (Linden & Rchb.f.) Dalström
- Cyrtochilum steyermarkii (Foldats) Kolan. & Szlach.
- Cyrtochilum suarezianum J.M.H.Shaw
- Cyrtochilum suarezii (D.E.Benn. & Christenson) J.M.H.Shaw
- Cyrtochilum tanii Dalström
- Cyrtochilum tenense (Rchb.f. & Warsz.) Kraenzl.
- Cyrtochilum tetracopis (Rchb.f.) Kraenzl.
- Cyrtochilum tetraplasium (Rchb.f.) Dalström
- Cyrtochilum tricorne Dalström & Ruíz Pérez
- Cyrtochilum tricostatum Kraenzl.
- Cyrtochilum trifurcatum (Lindl.) Kraenzl.
- Cyrtochilum trigibbum (Königer) J.M.H.Shaw
- Cyrtochilum trilingue (Lindl.) Kraenzl.
- Cyrtochilum triphyllum (Ruiz & Pav.) Pupulin
- Cyrtochilum tucumanense (Rchb.f.) Kraenzl.
- Cyrtochilum tumiferum Königer
- Cyrtochilum umbonatum (Rchb.f.) Kraenzl.
- Cyrtochilum umbrosum (Rchb.f.) Dalström
- Cyrtochilum undulatum Kunth
- Cyrtochilum ustulatum (Rchb.f.) Kraenzl.
- Cyrtochilum vasquezii (Christenson) J.M.H.Shaw
- Cyrtochilum ventilabrum (Rchb.f. & Warsz.) Kraenzl.
- Cyrtochilum verrucosum Dalström
- Cyrtochilum verstraeteanum Dalström & Deburghgr.
- Cyrtochilum vierlingii Königer
- Cyrtochilum viminale (Rchb.f.) Dalström
- Cyrtochilum violaceum Dalström
- Cyrtochilum volubile Poepp. & Endl.
- Cyrtochilum weirii (Rchb.f.) Dalström
- Cyrtochilum werneri (Schltr.) Dalström
- Cyrtochilum wetzelii (Königer) J.M.H.Shaw
- Cyrtochilum williamsianum (Dodson) Dalström
- Cyrtochilum xanthocinctum Dalström & Ruíz Pérez
- Cyrtochilum xanthodon (Rchb.f.) Kraenzl.
- Cyrtochilum zebrinum (Rchb.f.) Kraenzl.